# Begraafplaats van Antoing
De Begraafplaats van Antoing is een gemeentelijke begraafplaats in de Belgische stad Antoing. De begraafplaats ligt in de hoek gevormd door de Chemin du Moulin en de Chemin de Saint-Druon op 500 m ten zuidoosten van stadhuis. Ze heeft een nagenoeg rechthoekige vorm en wordt omsloten door een bakstenen muur. Een laan van 130 m omzoomd met platanen leidt naar de toegang. 

## Belgische oorlogsgraven

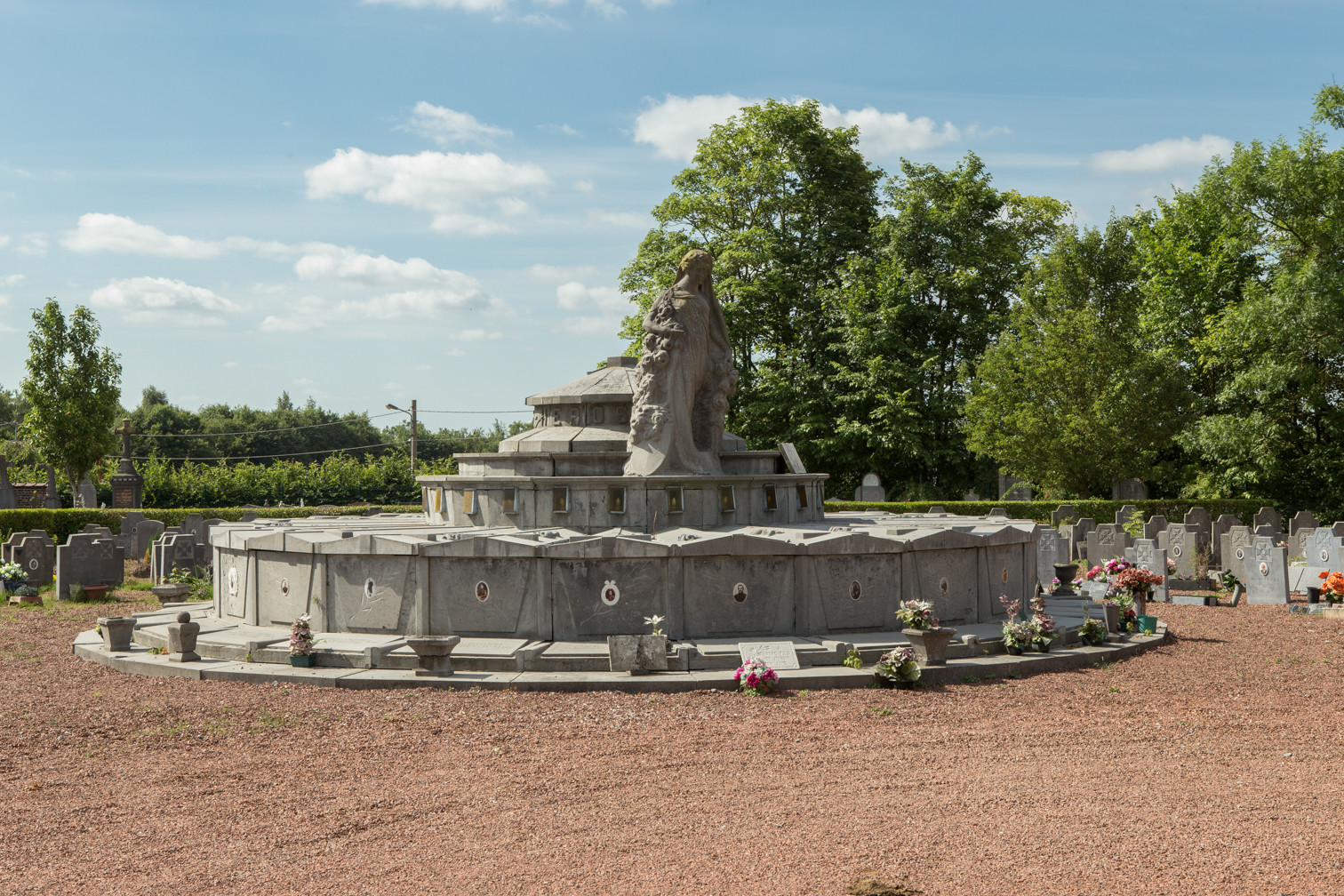
Monument voor Belgische slachtoffers

Direct na  de toegang ligt een militair ereperk met een cirkelvormig monument waarrond de graven van 25 militaire en burgerlijke slachtoffers uit de Eerste Wereldoorlog liggen. In concentrische ringen rond dit monument liggen meer dan 200 oud-strijders uit beide wereldoorlogen.

## Britse oorlogsgraven
In het militaire ereperk liggen tussen de Belgische oud-strijders twee Britse gesneuvelden uit de Eerste Wereldoorlog. Een graf is van James Mill, korporaal bij de Cameronians (Scottish Rifles) die stierf op 9 november 1918. Het is andere graf is van een niet geïdentificeerde militair.
De graven worden onderhouden door de Commonwealth War Graves Commission en zijn daar geregistreerd onder Antoing Communal Cemetery.